# Jack Kilpatrick
John „Jack“ Kilpatrick (* 7. Juli 1917 in Bootle, Vereinigtes Königreich; † 18. Dezember 1989 in Nelson, Kanada) war ein britischer Eishockeyspieler, der unter anderem 1936 mit seinem Land Olympiasieger wurde.   

## Karriere
Jack Kilpatrick war auf Vereinsebene unter anderem für die Wembley Lions in der English National League aktiv, in der er zwei Jahre lang spielte. Während dieser Zeit erzielte der Angreifer fünf Tore und drei Vorlagen. 

### International
Für Großbritannien nahm Kilpatrick an den Olympischen Winterspielen 1936 in Garmisch-Partenkirchen teil, bei denen er mit seiner Mannschaft die Goldmedaille gewann. Das Turnier wurde zudem als Welt- und Europameisterschaft gewertet, weshalb er mit seiner Mannschaft diese Titel ebenfalls gewann. Mit 18 Jahren war er der jüngste Brite, der je eine Goldmedaille bei den Olympischen Winterspielen gewann. 1993 wurde er in die British Ice Hockey Hall of Fame aufgenommen. 

## Erfolge und Auszeichnungen
- 1936 Goldmedaille bei den Olympischen Winterspielen
- 1993 Aufnahme in die British Ice Hockey Hall of Fame